# Арсенал у Нишкој тврђави
Арсенал у Нишкој тврђави, изграђен 1857. године, некада војни објекат Османске царевине, намењен за смештај војне опреме и оружја, данас културно историјски споменик и једна од три галеријска простора Галерије савремене ликовне уметности у Нишу.

## Положај
Арсенал, данас уметнички павиљон, налази се у југозападном делу Нишке тврђаве уз главну пешачку стазу, које се пружа у правцу север—југ. Удаљен је 50 метара северно од Стамбол капије, главног улаза у ову древну фортификацију, и 50 метара источно од Београдске капије.
Окружен је: бројним културним садржајима и археолошким ископинама који у континуитету од око два миленијума говоре постојању древне тврђаве на овом простору и угоститељским објектима као туристичких садржајима савременог доба, на простору античких терми, испред арсенала. На педесетак метара североисточно од њега је уметничке галерија Салон 77, а источно летња позорница на којој се традиционално одржавају бројне културне манифестације.
У непосредном суседству је централно језгро града, на левој обали реке Нишаве, са којим је арсенал комуникацијски повезеан мостом преко Нишаве.

## Историја
Током треће и четврте деценије 18. века на месту старог утврђења (византијска тврђава) Османлије су на основу Султанове повеље од 19. фебруара 1719. године саградиле сасвим нову бастиону артиљеријску Нишку тврђаву по Вобановом систему, у циљу одбране нове границе Османлијске царевине према Хабсбуршкој монархији.
Тврђаву су подигли на остацима античког и средњовековног утврђења у периоду од 1719. до 1723. године, мајстори каменорезаци, за обраду камена доведени су из Цариграда, а бедем је зидало и до  400 дневно. Завршетак радова на Нишкој тврђави обележен је свечаностима и постављањем плоче са записом на Стамбол капији, јуна 1723. године.
Радови на изградњи и реконструкцији тврђаве настављени су у 18. веку и првој половини 19. века, када су дограђени бројни објекти међу којима и арсенал, нека врста депоа или војног складишта. Саграђен је у време султана Абдул Меџида 1857. године од старне мутасерифа Ниша Ислам-паше. Ово импозантно здање површине 300 m² подигнуто је на месту двоспратне топхане-касарне која је саграђена пре почетка градње Нишке тврђаве 1718. године.

### Арсенал данас
Како педесетих година 20. века Ниш није имао погодан просторе за веће изложбе, јер омања сала у улици Маршала Тита (данас тржни центар „Форум” у Обреновићевој улици) није била одговарајућа, Град је приступио адаптацији старог Арсенала у Тврђави. Његовом реконструкцијом Ниш је добио први модерно опремљен галеријски простор, који је свечано отворен ликовном изложбом у јесен 1957. године. Током 1970. и 1971. године извршени су конзерваторско-рестаураторски радови након којих је површина „Павиљона” преуређена у 240,70 m² функционалног галеријског простора.

## Архитектура
Објекат је саграђен по пројекту Османлијских градитеља, на темељима старе куће за топове (топахане) која је претходно порушена, јер није била грађена од чврстог материјала. Зидан је у складу са свим тадашњим нормативима за чување јако експлозивног и на влагу осетљивог материјала (топова, топовских кугли, барута и другог ратног материјала).
Ова грађевима приземног типа је правоугаоне основе, укупне површине 305 m², са великим централним сводним, улазом и осам дрвених стубова који се уздижу у унутрашњости као ојачање крова
Сазидан је од притесаног и необрађеног камена са четвороводним кровом препокривеним турском ђерамидом. 
У објекат се улази са западне стране кроз централни улаз се тремом и масивнимн двокрилним дрвеним вратима. Лево и десно од указних врата је симетрично постављено 6 (по 3 са обе стране) међусобно повезаних тремова. Са задње (источне стране), постоје двоја лучна врата која су коришћена у случају опасности.
Зидови арсенала, дебљине један метар, грађени су од притесаног камена, а сводови тремова од четвртасте опеке. У зидовима, осим са предње стране, усечено је три стране осам узаних отвора, пушкарница, које су служиле као одбрамбена места у случају непосредног напада на арсенал.
Унутар арсенала постојала су стајалишта за чуваре, у висини пушкарница. Главна просторија арсенала коришћена је као депо војне спреме и муниције, док су тремови коришћени за топове и радионице у којима су вршене поправке и израда ратне опреме.

## Намена
Првобитна намена
Арсенал је првобитно био војни депо, намењен за складиштење барута, топовских кугли, и друге врсте оружја и војне опреме, док су тремови коришћени за топове и радионице у којима су вршене поправке и израда ратне опреме.
Данашња намена
Данас је арсенал адаптиран у савремени изложбени простор за потребе Галерије савремене ликовне уметности у Нишу. Од септембра 2013. године, када је одлуком Владе Србије, Галерија савремених ликовних уметности Ниш, добила статус установе културе од националног значаја и постала прва установа те врсте у Нишу, Павиљон у Нишкој тврђави, као импозантан изложбени простор смештен у древном арсеналу, добио је посебан значај за културу не само Ниша већ и целе Србије и шире ван њених граница.
Са десне стране од улаза у арсенал - галерију у некадашњим нишама за топове и радионицу смештени је дигитални музеј а лево продавница, ручно рађених предмета, сувенира и уметничких слика.

## Заштита
За културна добра од великог значаја за Србију, зграда арсенал је проглашена на основу Решење Завода за заштиту и научно проучавање споменика културе НРС бр. 671/48 од 6. маја 1948. године.
Арсенал је заведен у централни регистар Републике Србије 23. деецембра 1982. године под бројем СК 289, код Завод за заштиту споменика културе Ниш.
У склопу заштите културног добра 1971/72. на објекту некадашњег арсенала извршени су обимни радови на ревитализацији и адаптацији ентеријера, и постављању гипсане зидне конструкција и четири пара стубова који носе плафонску конструкцију са расветом.